# Clisimetro
Il clisimetro è uno strumento topografico che misura le pendenze di una visuale. Il cerchio verticale graduato permette di leggere direttamente la pendenza.
Esistono modelli con cannochiale distanziometrico e per il calcolo della distanza si utilizza lo stesso sistema della celerimensura però lo strumento non misura l'angolo zenitale, bisogna quindi esprimere {\displaystyle sin^{2}\varphi } in funzione della pendenza {\displaystyle {\frac {1}{1+P^{2}}}} quindi la formula diventa: {\displaystyle d=KS{\frac {1}{1+P^{2}}}}
Per i modelli privi di cannochiale distanziometrico la distanza è data dalla formula: {\displaystyle d={\frac {l2-l1}{P2-P1}}} considerando che le pendenze sono arbitrarie conviene fissare {\displaystyle P1P2} per comodità in {\displaystyle P1-P2=0,01}.
Esiste anche un clisimetro dotato di cerchio orizzontale chiamato anche clisigoniometro.